# Маріїнський Посад
Марії́нський Поса́д (рос. Мариинский Посад, чув. Кушник) — місто, центр Маріїнсько-Посадського району Чувашії, Росія. Адміністративний центр та єдиний населений пункт Маріїнсько-Посадського міського поселення.

## Географія
Місто розташоване на правому березі річки Волги на 36 км нижче Чебоксар біля місця впадіння двох малих річок: Нижня Сундирка і Верхня Сундирка. Висота над рівнем моря 80 метрів.

## Історія
У літописах 1620 року населений пункт називався село Сундир. 18 червня 1856 року імператор Олександр II на честь дружини Марії Олександрівни перетворив село в місто Маріїнський Посад.
До 1917 року Маріїнський Посад за чисельністю населення і економічним рівнем перевершував місто Чебоксари, нині столицю Чувашії.

## Населення
Населення — 9088 осіб (2010; 10273 у 2002).